# MTV Made
Made (engl.: gemacht, vgl. sich machen) ist eine US-amerikanische Reality-Show des Musiksenders MTV, bei der es um Karrieren und andere Wünsche von Jugendlichen geht. Auf dem Weg zu ihrem Ziel helfen ihnen professionelle Trainer (der Coach) oder Stars. Die US-amerikanischen Originalfolgen werden von MTV in Deutschland als OmU oder synchronisiert ausgestrahlt. Inhalt der Sendung ist, dass der Jugendliche von seinem Mentor einen Trainingsplan erhält und ihm auch Gehorsam schuldig ist und seine Autorität nicht in Frage stellen darf.
Beim deutschen Sender MTV wurden auch deutsche Folgen der Show produziert.
Seit 2016 läuft die Show auf nicknight.